# 루카 (가수)
루카(본명: 조병석)은 대한민국의 싱어송라이터이자  가수 여행스케치의 리더다. 

## 학력
- 온석대학원 (산림치유학과 / 석사 졸업)

## 경력
- 여행스케치 (리더)
- 2024 '파주포크페스티벌' 총감독

- 국경없는 바리스타

## 작품들
- 별이진다네,옛친구에게,초등학교동창회가던날,운명,산다는건다그런게아니겠니?,왠지느낌이좋아,기분좋은상상,달팽이와해바라기,집밥,키다리아빠...등,  여행스케치 발표곡의 90% 이상을 다 만듬.
- 한글사랑 (한글사랑봉사단) 캠페인송 작업
- 세계물의 날 (환경부) 캠페인송 작업
- AIYFF - (아시아 국제 청소년 영화제 ) 주제가 작업
- 치매 극복송 (보건복지부) '당신을 기억해요' 작업
- 금연송(경기도 교육청) 작업
- 음악감독 : 영화 - 내 사랑 싸가지, 수상한 이웃들, 봉계 씨는 시속 30km
- 여러 오디션의 심사와 음악감독
- 여러 드라마 음악에 참여
- 다수  라디오 방송국의 프로그램 로고송, 시그널

## 공연
- 2024년 여행스케치 35주년 기념 일산 아람누리 공연
- 2023~2024년 '포크 포에버' 마포아트센터 공연
- 2023년 홍대 '더 뮤지션' 공연
- 2022년 《제189회 목요예술무대 〈포크 콘서트 여행스케치〉》
- 2021년 《아카이브 K-ON》
- 2021년 《레트로 라이브 콘서트 - 안성》
- 2021년 《문화가 있는 날 휴(休) 콘서트 I - 여행스케치 - 인천》
- 2021년 《2021년 정읍사예술회관 우수작 초청공연 "좋은날 콘서트》
- 2021년 《2021년 정읍사예술회관 우수작 초청공연 "좋은날 콘서트》
- 2021년 《2021 김포평화 비전콘서트》
- 2021년 《2021 김포평화 비전콘서트 온라인》
- 2020년 《2020 여행스케치 30주년 콘서트 [음악 동창회]》
- 2019년 《광주문화예술회관 2018 아름다운 작은음악회 '여행.》
- 2019년 《2019 서원밸리 자선 그린콘서트》
- 2019년 《동물원에 여행가자 - 연천》
- 2019년 《여행스케치 송년콘서트파티》
- 2018년 《포크 콘서트 “동물원에 여행가자” - 익산》
- 2018년 《2018 파주포크 페스티벌》
- 2018년 《7080포크콘서트 동물원에 여행가자!! - 인천》
- 2018년 《밸리 자선 그린콘서트》
- 2018년 《동물원에 여행가자 - 인천》
- 2018년 《2018 파주포크 페스티벌》
- 2017년  《234 TONG Fsetival》
- 2017년  《포크콘서트 - 동물원에 여행가자 - 나주》
- 2017년  《동물원에 여행가자 - 인천》
- 2017년  《산다는건 그런게 아니겠니 with 여행스케치》
- 2017년  《김광석 다시 부르기 - 부산》
- 2017년  《<여행스케치, 이장희> 콘서트》
- 2016~2017년  《여행스케치 <나무야 나무야>》
- 2016년 《2016년 김광석 다시부르기 - 안동》
- 2016년 《2016 김광석 다시부르기 - 울산》
- 2016년 《김광석 다시부르기 - 부산》
- 2016년 《여행스케치 콘서트》
- 2014년 《걱정마 염려마 심려마 콘서트》
- 2014년 《파주 포크 페스티벌》
- 2014년 《2014 힐링뮤직페스티벌 - 파주》
- 2014년 《김광석 다시부르기 - 원주》
- 2014년 《김광석 다시부르기 - 인천》
- 2014년 《김광석 다시부르기 - 성남》
- 2014년 《김광석 다시부르기 - 김해》
- 2014년 《백 투 더 1994 콘서트》
- 2013년 《여행스케치 콘서트》
- 2013년 《시가 흐르는 천상음악회 - 의정부》
- 2013년 《응답하라 2030》
- 2012년 《향수 - 계롱》
- 2012년 《2012 씨뮤직 원터 페스티벌》
- 2012년 《김광석 다시부르기 콘서트》
- 2012년 《4인 4색 포크콘서트 - 부산》
- 2012년 《여행스케치 Breezin》
- 2011년 《에버그린 뮤직 페스티벌》
- 2011년 《우리들의 여행스케치 콘서트》
- 2011년 《여행스케치의 기분좋은 음악》